# Aporesthus
Aporesthus is een geslacht van kevers uit de familie van de loopkevers (Carabidae). De wetenschappelijke naam van het geslacht is voor het eerst geldig gepubliceerd in 1871 door Bates.

## Soorten
Het geslacht Aporesthus omvat de volgende soorten:
- Aporesthus anomalus Bates, 1871
- Aporesthus suturalis (Liebke, 1951)
- Aporesthus titschacki (Liebke, 1951)